# City Vest (Skive)
City Vest er et butikscenter i Skive, der hovedsageligt består af en gruppe af butikker som Rema 1000, JYSK og Jem og Fix, Aldi, Skousen, petworld samt T Hansen